# Market Weston
Market Weston – wieś w Anglii, w hrabstwie Suffolk, w dystrykcie West Suffolk. Leży 38 km na północny zachód od miasta Ipswich i 119 km na północny wschód od Londynu. Miejscowość liczy 260 mieszkańców.